# Margarida de Ávila
Margarida de Ávila (Cascais, Portugal, 3 de maio de 1930 - Brisbane, Austrália, 3 de abril de 2009) foi uma escultora e designer portuguesa.

## Biografia
Nascida a 3 de maio de 1930, em São Pedro do Estoril, concelho de Cascais, Margarida de Ávila Pereira Machado era filha de Florinda Diniz de Ávila e Sousa e de Mário Alberto Pereira Machado, sendo sobrinha de Estela Diniz de Ávila e Sousa, casada com Luís de Freitas Branco.
Frequentou a Escola Artística António Arroio, tendo participado de seguida no I Salão de Arte Abstracta da Galeria de Março, em 1954, com Artur Bual, Jorge de Oliveira, Fernando Lanhas, Joaquim Rodrigo, René Bértholo, Marcelino Vespeira e Jorge Vieira, e depois concluído a licenciatura em Escultura pela Escola Superior de Belas-Artes de Lisboa (ESBAL) em 1958. Trabalhou como fotógrafa, ilustradora, escultora, arte finalista em publicidade, nomeadamente para as agências McCann Ericksson e Cinevoz, sediadas em Lisboa, decoradora da FOC – Fábrica Jerónimo Osório de Castro e professora de desenho técnico na Escola Industrial do Cacém, actual Escola Industrial e Comercial de Sintra (EICS).
Em 1962 participou no projecto de criação da nova Casa da Comédia, criada anteriormente em 1948 por Fernando Amado, estreando-se como encenadora ao lado de João Osório de Castro e Norberto Barroca. Em 1969 aceitou uma proposta para integrar a fábrica de vidros Ivima da Marinha Grande como designer de vidro, começando a desenvolver desde então vários trabalhas artísticos e peças em vidro.
Durante a década de 1970, participou em algumas das mais significativas e marcantes exposições e competições artísticas do design em Portugal, como a 1ª e 2ª Exposição de Design Português, organizados pela escultora e designer de vidro Maria Helena Matos, na antiga FIL de Lisboa e posteriormente no Palácio da Bolsa do Porto, em 1971 e 1973, respectivamente, onde apresentou quatro candeeiros, dois produzidos pela companhia industrial vidreira Cive e os outros dois pela fábrica Ivima, um cálice e várias peças de vidro, ou ainda no Concurso Internacional para Vidraria Manual e a Exposição Internacional de Vidro Manual, decorridos em 1972, na Fundação Calouste Gulbenkian.
Em 1978, emigrou para a Austrália, onde voltou a casar, tendo trabalhado em Sydney e em Brisbane.
Veio a falecer nas inundações que assolaram o estado de Queensland, a 3 de Abril de 2009, um mês antes de cumprir 79 anos de idade. Deixou um filho, uma filha e 6 netos, quatro meninas e dois rapazes.